# 糀谷 (所沢市)
糀谷（こうじや）は、埼玉県所沢市の町名。単独町名で丁目の設定は無い。郵便番号は 359-1166。

## 地理
所沢市の西端に位置し、三ヶ島地区に所属する。
近隣の林、三ヶ島、堀之内、および入間市宮寺と隣接する。
地区の南部を埼玉県道・東京都道179号所沢青梅線が東西に通過している。
また不老川･林川の支流、樽井戸川（たるいどがわ）は、地内の糀谷八幡湿地付近を源流に北東へと流れている。

### 河川
- 樽井戸川

橋梁
- 中根橋

## 歴史
旧入間郡三ヶ島村
- 1889年（明治22年）4月1日 - 町村制施行に伴い、三ヶ島村、三ヶ島堀之内村、糀谷村、林村が合併し、三ヶ島村の大字糀谷となる。
- 1977年（昭和52年）
  - 8月1日 - 町名整備により、大字糀谷の一部が狭山ヶ丘[5][6]および若狭[7][8]の各一部となる。
  - 11月1日 - 町名整備により、大字糀谷の一部が西狭山ヶ丘[9]および西狭山ヶ丘[10]の各一部となる
- 1978年（昭和53年）10月1日 - 町名整備により、大字糀谷、三ヶ島の各一部から糀谷が成立する[5][11]。また、大字糀谷が、堀之内、三ヶ島の各一部となる。

### 地名の由来
アイヌ語の「カシ・ヤ」（猟小屋のある陸）から来たとする説があるが、由来は不明。

## 世帯数と人口
2017年（平成29年）9月30日現在の世帯数と人口は以下の通りである。
| 町丁 | 世帯数  | 人口  |
| ---- | ------- | ----- |
| 糀谷 | 353世帯 | 888人 |

## 小・中学校の学区
市立小・中学校に通う場合の学区（校区）は以下の通り
| 町丁 | 番・番地 | 小学校                         | 中学校                         |
| ---- | -------- | ------------------------------ | ------------------------------ |
| 糀谷 | 全域     | 所沢市立三ヶ島小学校（三ヶ島） | 所沢市立三ヶ島中学校（三ヶ島） |

## 交通

### 鉄道
地内に鉄道は敷設されていない。
最寄駅は、北東に西武池袋線・狭山ヶ丘駅、また南東に西武狭山線／西武山口線･西武球場前駅。

### 道路
- 埼玉県道・東京都道179号所沢青梅線
- 市道「浅間山通り」

バス
- 最寄のバス停は町域外の「三ヶ島保育園」（三ヶ島）ほか

## 施設
公共
- 糀谷生活改善センター
- 三ヶ島第五区集会所

寺社
- 八幡神社 - 当神社周辺は「糀谷八幡湿地」と呼ばれる。近年水田などが整備されホタルも飛来する。
- 願誓寺 - 浄土真宗大谷派の寺院

商業
- 三ヶ島製作所 - 1949年（昭和24年）設立（1943年（昭和18年）創業）の自転車ペダル製造会社[15]。今日では日本国内に残るペダルメーカー2社のうちの1社で、日本国内の全ての競輪選手が当社製のペダルを使用しているほか日本国外のメッセンジャー（自転車便）達にも愛用されている[16]。